# Службени језик
Службени или званични језик је језик изричито одређен као такав у уставу неке земље, државе или територије. (Према овој дефиницији, државе и подручја без устава немају службени језик.)
Половина земаља света има службене језике. Неке земље имају само један, нпр. Албанија, Француска (иако Француска има више домородачких језика), Немачка и Литванија. Неке имају више службених језика, нпр. Белорусија, Белгија, Канада, Финска, Авганистан, Парагвај, Боливија, Индија, Швајцарска и Јужна Африка. 
У неким земљама, као што су Ирак, Италија и Шпанија, постоји службени језик за целу државу, али други језици деле службени статус у неким важним регијама. Неке земље, као што су Сједињене Државе, немају службени језик, али поједине савезне државе имају службене језике. Коначно, неке земље уопште немају службени језик, нпр. Аустралија, Еритреја, Луксембург и Тувалу.
Због колонијализма и неоколонијализма, Филипини и неке афричке земље имају службени и школски језик (француски језик или енглески језик) који није ни национални ни најраширенији језик. С друге стране, због национализма, Ирска користи ирски језик као државни и први службени језик, иако га говори мали део становништва. 
У неким земљама, питање који језик треба користити у којим контекстима представља велик политички проблем.